# Seychelles tại Thế vận hội
Seychelles tham dự Thế vận hội lần đầu năm 1980, và đã liên tục gửi các vận động viên (VĐV) đến tranh tài tại các kỳ Thế vận hội Mùa hè kể từ đó, ngoại trừ lần nước này không hồi đáp lời mời tham gia kỳ đại hội năm 1988 của IOC. Seychelles chưa từng góp mặt tại Thế vận hội Mùa đông.
Chưa VĐV Seychelles nào từng giành được huy chương Olympic.
Ủy ban Olympic quốc gia của Seychelles được thành lập năm 1979 và được Ủy ban Olympic Quốc tế công nhận vào cùng năm.

## Bảng huy chương

### Huy chương tại các kỳ Thế vận hội Mùa hè
| 1896–1976           | không tham dự | không tham dự | không tham dự | không tham dự |
| Moskva 1980         | 0             | 0             | 0             | 0             |
| Los Angeles 1984    | 0             | 0             | 0             | 0             |
| Seoul 1988          | không tham dự | không tham dự | không tham dự | không tham dự |
| Barcelona 1992      | 0             | 0             | 0             | 0             |
| Atlanta 1996        | 0             | 0             | 0             | 0             |
| Sydney 2000         | 0             | 0             | 0             | 0             |
| Athens 2004         | 0             | 0             | 0             | 0             |
| Bắc Kinh 2008       | 0             | 0             | 0             | 0             |
| Luân Đôn 2012       | 0             | 0             | 0             | 0             |
| Rio de Janeiro 2016 | 0             | 0             | 0             | 0             |
| Tokyo 2020          | chưa diễn ra  |               |               |               |
| Tổng số             | 0             | 0             | 0             | 0             |